# Pauline Green

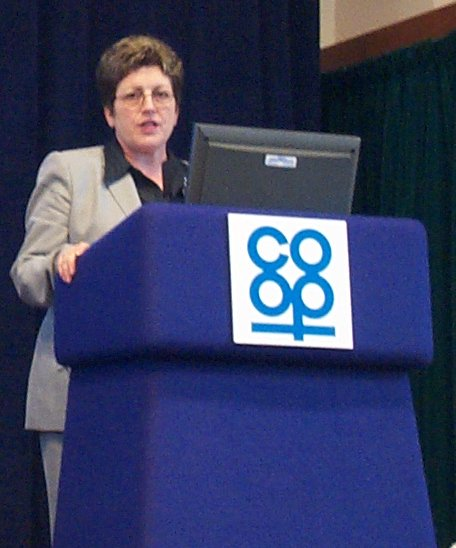
Pauline Green (2005)

Pauline Green (n. 8 decembrie 1948) este un om politic britanic, membru al Parlamentului European în perioadele 1989-1994, 1994-1999 si 1999-2004 din partea Regatului Unit.
1. 1 2 3  Bibliothèque nationale de France
2. 1 2  Deputații în Parlamentul European